# ایالت‌های غرب میانه آمریکا
ایالت‌های غرب میانه آمریکا (به انگلیسی: US Midwestern states) ناحیه‌ای از مناطق جغرافیایی و فرهنگی ایالات متحده آمریکا است.
این ناحیه به عنوان محل ملاقات فرهنگ‌های مختلف شناخته می‌شوند. در اوایل قرن نوزدهم مهاجران در جستجوی زمین‌های زراعی پربارتر به ایالات غرب میانه کوچ کردند و به زودی، اروپاییان مستقیماً از سواحل شرقی به سمت غرب میانه راهی شدند. در سال‌های اخیر نیز جمعیت مهاجر این ایالات همواره دارای رشد و تنوع زیادی بوده‌است. هم چنین جمعیت زیادی از سرخ پوستان آمریکایی نیز در این ایالات زندگی می‌کنند. خاک حاصلخیز این مناطق به کشاورزان امکان کشت انواع محصولات زراعی و غلات مانند گندم و جو را می‌دهد و به همین علت این ایالات را با نام «ایالات حاصلخیز آمریکا» می‌شناسند.

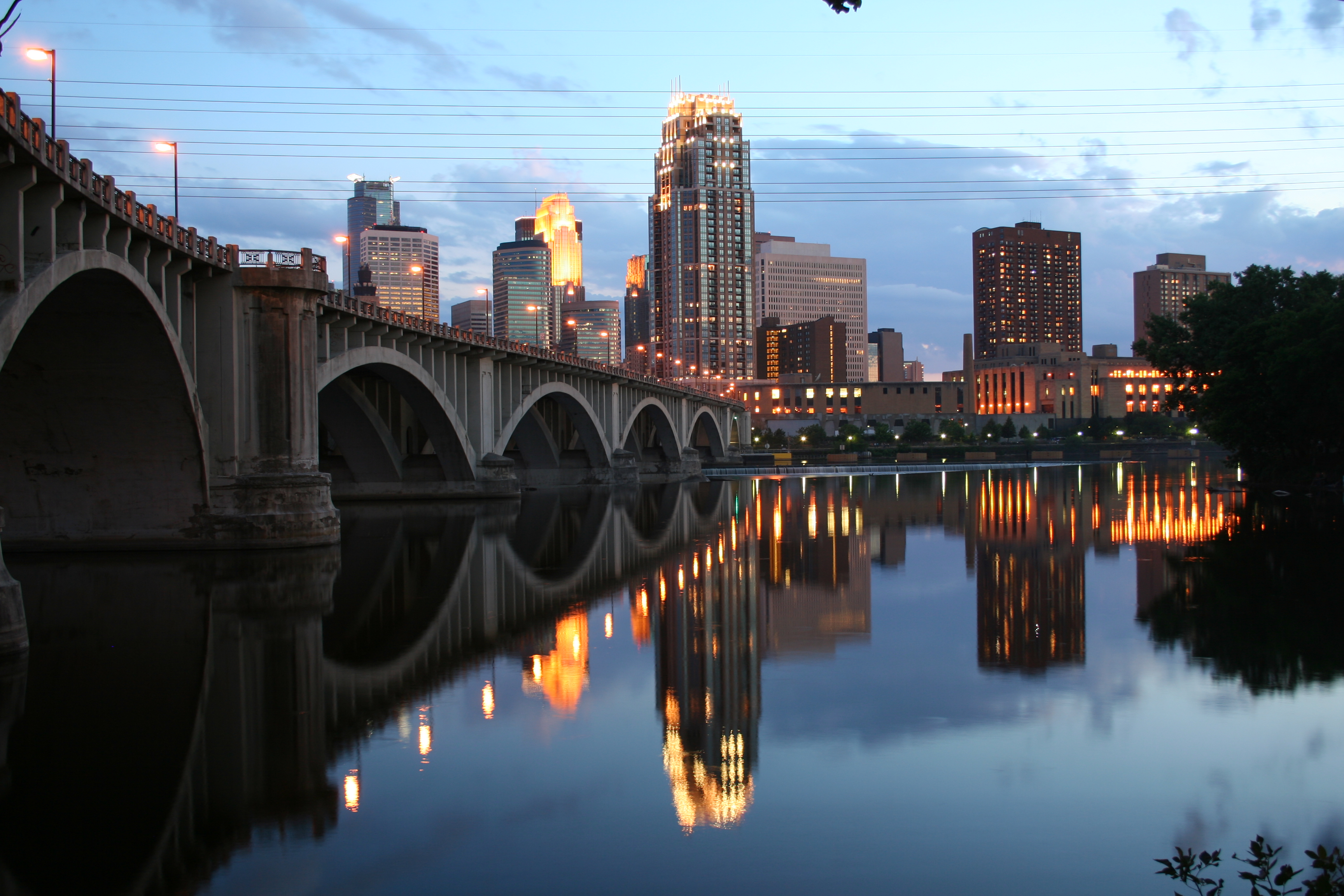
شهر مینیاپولیس در کنار رود می‌سی‌سی‌پی یکی از شهر‌های بزرگ غرب میانه امریکا به شمار می‌آید.

اکثر زمین‌های ایالات غرب میانه، دشت‌ها و مزارع حاصلخیز هستند و به همین دلیل مزارع گندم زیادی در این ایالات به چشم می‌خورد. رودخانه می‌سی‌سی‌پی به عنوان یک عامل زندگی بخش در این ایالات می‌باشد که از سویی مهاجران را به سوی این ایالات کشانده است و از سوی دیگر عامل حاصلخیزی و باروری زمین‌های زراعی این مناطق می‌باشد. هم چنین این رود الهام بخش دو اثر ادبی کلاسیک نویسنده آمریکایی ساموئل کلمنس – با نام مستعار مارک توین – بوده‌است؛ زندگی بر روی رود می‌سی‌سی‌پی و ماجراهای هاکلبری فین. از دیگر چهره‌های ادبی مشهور غرب میانه می‌توان از نویسندگان معروف؛ ارنست همینگوی و تونی موریسون، شاعران؛ کارل سندبرگ و لنگستون هیوز و مایا آنجلو و اولین آمریکایی برنده جایزه نوبل ادبیات، سینکلر لوییس، نام برد.
اهالی غرب میانه به دلیل رفتار دوستانه و صداقت و رک گویی شان معروف می‌باشند. بزرگ‌ترین شهر و مرکز عمده فعالیت‌های ایالات غرب میانه، شهر شیکاگو می‌باشد که دومین شهر بزرگ آمریکا نیز می‌باشد. شیکاگو، در ایالت ایلینوی که شهری بندری در کنار یکی از پنج دریاچه‌ بزرگ آمریکا می‌باشد، به عنوان محل اتصال خطوط راه‌آهن در منطقه و هم چنین مرکز پروازهای بین‌المللی و سایر پروازها به تمام نقاط آمریکا شناخته می‌شود. در مرکز شهر شیکاگو برج ویلیس قرار دارد که با ۴۴۷ متر ارتفاع، از مرتفع‌ترین برج‌های جهان می‌باشد. غرب میانه شهرهای بزرگ و مهم دیگری نیز دارد، اما بیشتر به دلیل شهرک‌های کوچکش، معروف می‌باشد. ایالات غرب میانه را گاهی «منطقه مرکزی و حیاتی» ایالات متحده آمریکا می‌نامند.